# Etagnières
Etagnières ist eine politische Gemeinde im Distrikt Gros-de-Vaud des Kantons Waadt in der Schweiz.

## Geographie
Etagnières liegt auf 628 m ü. M., 9 km nördlich der Kantonshauptstadt Lausanne (Luftlinie). Das Haufendorf erstreckt sich auf der weiten Hochfläche des Gros de Vaud, am Westrand der Höhen des Jorat, im Waadtländer Mittelland.
Die Fläche des 3,8 km² grossen Gemeindegebiets umfasst einen Abschnitt des leicht gewellten Hochplateaus des Gros de Vaud, der Kornkammer des Kantons Waadt. Das Plateau weist im Bereich von Etagnières nur sehr geringe Reliefunterschiede auf. Der höchste Punkt der Gemeinde wird am Westhang der Höhe Tremble mit 670 m ü. M. erreicht. Im Norden erstreckt sich das Gebiet in den ausgedehnten Wald Bois d'Orjulaz; im äussersten Nordwesten grenzt es an das Sumpfgebiet Grand Marais. Von der Gemeindefläche entfielen 1997 8 % auf Siedlungen, 15 % auf Wald und Gehölze und 77 % auf Landwirtschaft.
Zu Etagnières gehören einige Einzelhöfe. Die Nachbargemeinden von Etagnières sind Assens im Nordosten, Morrens im Osten, Cheseaux-sur-Lausanne im Süden und Boussens im Westen.

## Bevölkerung
Mit 1173 Einwohnern (Stand 31. Dezember 2023) gehört Etagnières zu den kleineren Gemeinden des Kantons Waadt. Von den Bewohnern sind 90,1 % französischsprachig, 2,5 % deutschsprachig und 2,4 % italienischsprachig (Stand 2000). Die Bevölkerungszahl von Etagnières belief sich 1850 auf 298 Einwohner, 1900 auf 257 Einwohner. Seit 1960 (248 Einwohner) wurde wieder eine rasche Bevölkerungszunahme mit einer Verdreifachung der Einwohnerzahl innerhalb von 40 Jahren beobachtet.

## Wirtschaft
Etagnières war bis in die zweite Hälfte des 20. Jahrhunderts ein vorwiegend durch die Landwirtschaft geprägtes Dorf. Heute haben der Ackerbau und die Viehzucht nur noch eine marginale Bedeutung in der Erwerbsstruktur der Bevölkerung. Durch die Schaffung neuer Gewerbezonen seit den 1970er Jahren liessen sich zahlreiche Unternehmen in Etagnières nieder. Dazu gehören Betriebe des Karosseriebaus und des Automobilersatzteilhandels (Métraux Services) sowie ein Unternehmen, das landwirtschaftliche Maschinen herstellt. In den letzten Jahrzehnten hat sich das Dorf zu einer Wohngemeinde entwickelt. Viele Erwerbstätige sind deshalb Wegpendler, die hauptsächlich im Grossraum Lausanne arbeiten.

## Verkehr
Die Gemeinde ist verkehrstechnisch gut erschlossen. Sie liegt an der Hauptstrasse 5 von Lausanne nach Yverdon-les-Bains. Die Autobahnanschlüsse Cossonay an der 1981 eröffneten A1 (Lausanne-Yverdon) und Lausanne-Blécherette an der 1974 eröffneten A9 (Lausanne-Sion) sind jeweils rund 6 km vom Ortskern entfernt. Am 2. Juni 1874 wurde der Streckenabschnitt Cheseaux-sur-Lausanne - Echallens der Schmalspurbahn Chemin de fer Lausanne-Echallens-Bercher (LEB) mit einem Bahnhof in Etagnières in Betrieb genommen.

## Geschichte
Das Gemeindegebiet von Etagnières war schon sehr früh besiedelt, was durch die Funde von Überresten einer Schmiede und eines Friedhofs aus der Römerzeit bezeugt wird. Die erste urkundliche Erwähnung des Ortes erfolgte 1202 unter dem Namen Estanneres. Später erschienen die Bezeichnungen Estaneres (1290), Etanières (1377), Ethagnires (1403) und Estagnyeres (1424). Der Ortsname ist vom französischen Wort tanière (Höhle, Bau eines wilden Tieres) abgeleitet.
Etagnières gehörte im Mittelalter zur Herrschaft Echallens. Nach den Burgunderkriegen kam das Dorf 1476 an die Vogtei Orbe-Echallens, die unter der gemeinen Herrschaft von Bern und Freiburg stand. Das Lehen von Etagnières, das vorübergehend den Grafen von Greyerz gehörte, wurde von diesen 1518 an Bern und Freiburg verkauft. Auch nach der Reformation blieben die Dorfbewohner überwiegend beim katholischen Glauben, und die Kirche wurde von beiden Konfessionen genutzt. Nach dem Zusammenbruch des Ancien Régime gehörte Etagnières von 1798 bis 1803 während der Helvetik zum Kanton Léman, der anschliessend mit der Inkraftsetzung der Mediationsverfassung im Kanton Waadt aufging. 1798 wurde es dem Bezirk Echallens zugeteilt. Das Vorhaben, den Flugplatz von Lausanne-Blécherette auf das Plateau westlich von Etagnières zu verlegen, wurde von der Bevölkerung des Kantons Waadt im Jahr 1966 abgelehnt.

## Sehenswürdigkeiten
Die Kirche Saint-Laurent stammt ursprünglich aus dem späten Mittelalter. Das heutige Kirchenschiff wurde 1768 erbaut, der Chor vom Vorgängerbau übernommen. Im Innern befindet sich ein barocker Altar von 1654.